# Retrato de la señora de Cecil Wade
Retrato de la Señora de Cecil Wade o Retrato de una dama  es un gran óleo sobre tela de John Singer Sargent, mostrando a Frances Frew Wade, una socialité escocesa. Pintado en 1886, actualmente cuelga en el Museo de arte Nelson-Atkins en Kansas City, Misuri.

## De fondo
Después del escándalo causado por el Retrato de Madame X en el Salón de París de 1884, el artista perdió mucha de su clientela francesa y se reubicó en Inglaterra en 1886 en busca de nuevos comitentes. El Retrato de la señora de Cecil Wade fue su primer proyecto importante posterior y formalmente retira muchos de los aspectos polémicos de Madame X.
La señora de Cecil Wade (nacida Frances Mackay Frew; 17 de junio de 1863 – 30 de diciembre de 1908) nació en Glasgow, Escocia, y se casó con el corredor de bolsa de Londres Cecil Lowry Wade (1857 – 1908) en 1883. Tenía 23 años cuando se sentó para Sargent en su casa de Londres, llevando el vestido de satén blanco que había lucido para ser presentada a la reina Victoria.

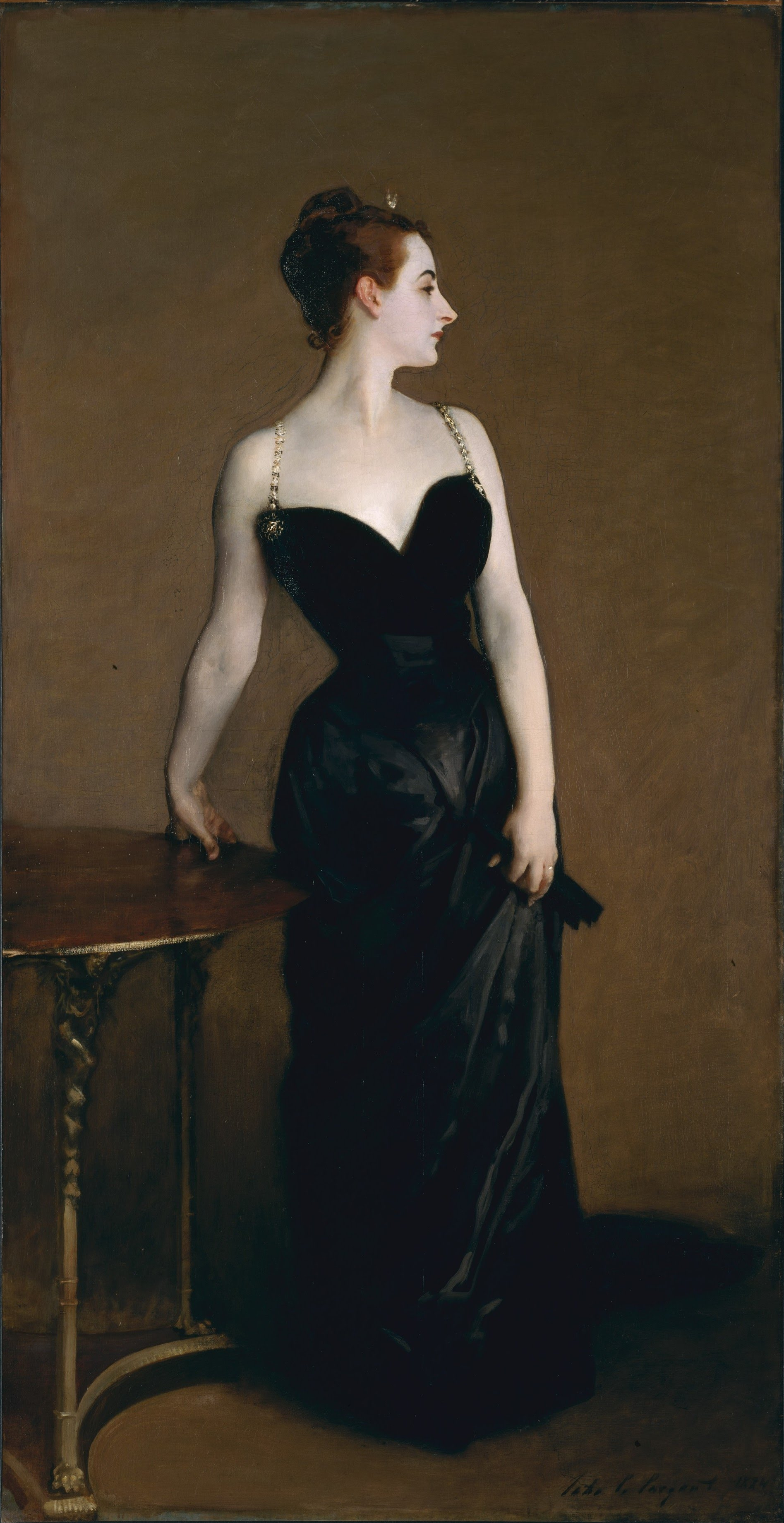
Retrato de Madame X (Madame Pierre Gautreau), John Singer Sargent, 1884.

## Descripción
El retrato muestra el virtuosismo de Sargent tanto en la pintura de retratos como en la de interiores, así como su arriesgada disposición a experimentar con la luz y la oscuridad. La pintura presenta a la retratada de cuerpo entero de perfil mirando a su derecha, con la luz impactando en su brillante vestido de satén blanco y en su piel clara. Se sienta en un banco de madera pulida tapizado con un cojín floral rojo, y luce pulseras y una gargantilla con colgante además de un abanico blanco sobre el regazo.
En el fondo tenuemente iluminado, la luz del mediodía se filtra a través de una ventana cubierta por una cortina amarilla e ilumina una mesa pequeña y una silla con una planta cerca, reflejándose en el piso encerado más allá de la alfombra.

## Historia de la exposición
El Retrato de la señora de Cecil Wade fue exhibido en 1887 en una exposición de artistas que se autodenominaban New English Art Club en la Dudley Gallery en Londres.
La pintura también fue incluida en dos exposiciones póstumas sobre el trabajo de Sargent, una en 1925 en la Walker Art Gallery en Liverpool, Inglaterra, y otra en 1926 en la Royal Academy of Arts en Londres.
Después de su adquisición por el Museo de arte Nelson-Atkins en 1986, el retrato fue presentado en tres exposiciones especiales adicionales. La primera fue una exposición de las nuevas adquisiciones seleccionadas en el mismo museo en 1987, en la que recibió una distinción especial sobre otros trabajos destacados.
La pintura luego fue incluida en Made in América: Ten Centuries of American Art, una exposición itinerante de pinturas estadounidenses. Entre 1995 y 1996 la exposición visitó cuatro museos estadounidenses importantes: el Instituto de Artes de Minneapolis en Minnesota, el Museo de Arte de San Luis en Misuri, el Museo de Arte de Toledo en Ohio, y en el Museo de Arte Carnegie en Pittsburgh, además de una parada en el Museo Nelson-Atkins.
El Retrato de la señora de Cecil Wade fue incluido en una exposición en 1997 que presentaba pinturas de la carrera temprana de Sargent en el Instituto de Arte Clark en Williamstown, Massachussetts.

## Procedencia
Después de la muerte en 1908 de la modelo, Francis Frew Wade (que había poseído y mantenido la pintura en su casa de Londres desde 1886), la pieza pasó a propiedad de su hija, Aileen Wade, que se quedó a vivir en Londres. Aileen Wade legó la pintura a su sobrino, Ruthven L. Wade, que recibió el trabajo en 1955. Permaneció bajo su propiedad en Dinton, Inglaterra hasta 1986, cuando fue subastado por Sotheby's en Nueva York y comprado por Enid y Crosby Kemper, que la donaron al Museo Nelson-Atkins donde actualmente cuelga en una ubicación prominente en la galería Sarah and Landon Rowland American Art.

## Recepción crítica
En su presentación en la exposición del New English Art Club en 1887, recibió críticas variadas. F.D. Maurice y Charles Kingsley de The Spectator ensalzaron la "individualidad y la vida en el rostro de la retratada" al mismo tiempo que criticaban su uso "forzado" de la luz y la manera "fría" en que la pintura parecía ejecutada, resultando en "ninguna pista de ternura, ninguna sospecha de poesía" en la obra en general. Además, mientras la Saturday Review (Londres) alabó a Sargent, que "[envió] una imagen brillante y admirablemente manejada de una señora de blanco (cat. Núm. 55) contra un interior encantadoramente pintado" el The Illustrated London señaló una vez más el desprecio de Sargent por la personalidad de la señora Wade, afirmando que "el 'Retrato de una dama' del señor Sargent (cat. Núm. 55) en satén blanco sugiere que sus brazos y su cara estaban hechos de cartón".
En su adquisición por el Museo Nelson-Atkins en 1986, la pintura fue considerada como "un ejemplo estelar de la obra de Sargent", y alcanzó el precio más alto jamás pagado por una obra de Sargent hasta entonces.